# Al-Dżanudijja (poddystrykt)
Al-Dżanudijja – jedna z 4 jednostek administracyjnych trzeciego rzędu (nahijja) dystryktu Dżisr asz-Szughur w muhafazie Idlib w Syrii.
W 2004 roku poddystrykt zamieszkiwało 19 642 osób.